# Canaples
 Canaples  ist eine französische Gemeinde mit 704 Einwohnern (Stand 1. Januar 2022) im Département Somme in der Region Hauts-de-France. Sie gehört zum Arrondissement Amiens und zum Kanton Flixecourt.

## Bevölkerungsentwicklung
| Jahr      | 1962 | 1968 | 1975 | 1982 | 1990 | 1999 | 2009 | 2021 |
| Einwohner | 417  | 452  | 529  | 566  | 604  | 596  | 610  | 703  |

(Quelle: )

## Sehenswürdigkeiten

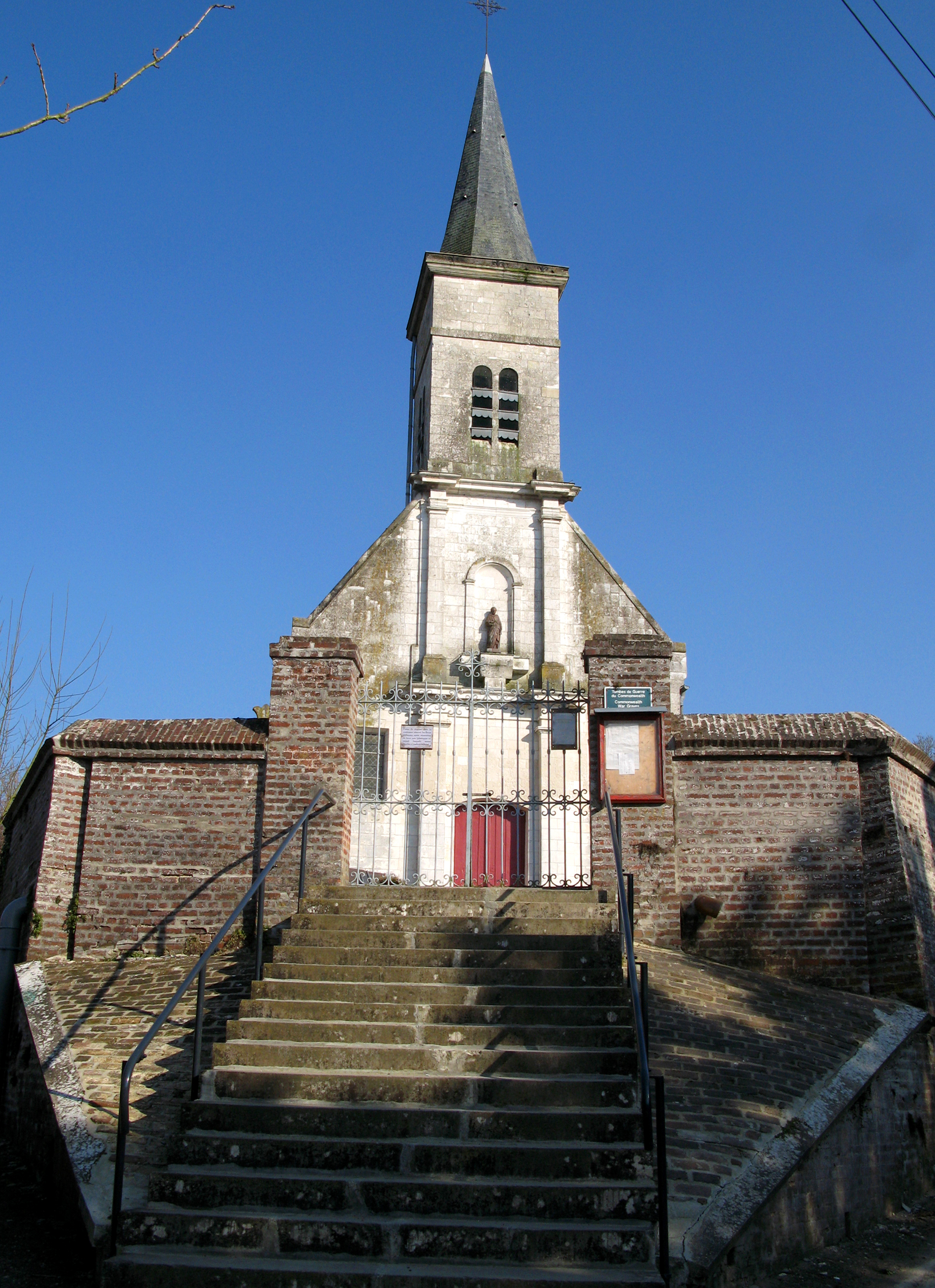
Kirche Saint-Nicolas
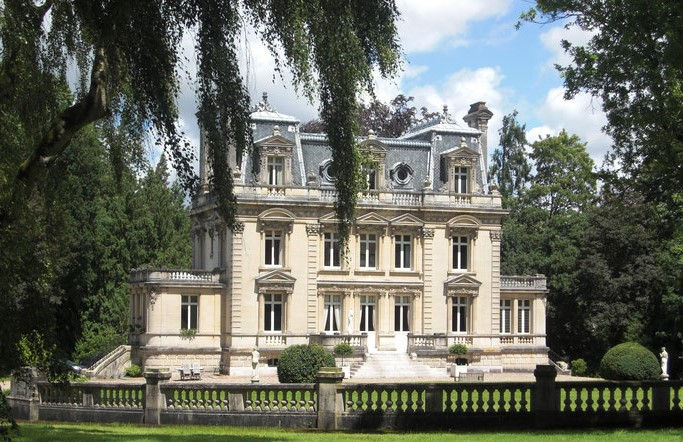
Schloss

- Kirche Saint-Nicolas
- Schloss